# Oreste Peccedi
Oreste Peccedi (Bormio, 8 ottobre 1939 – Bormio, 19 maggio 2024) è stato un allenatore di sci alpino italiano.

## Biografia

### Carriera da allenatore
Peccedi cominciò a fare l'allenatore di sci nella seconda metà degli anni 1950; tra il 1968 e il 1976 allenò la nazionale italiana maschile sotto la guida dei commissari tecnici Jean Vuarnet (dal 1968 al 1972) e Mario Cotelli (dal 1972 al 1976). Durante la loro attività l'Italia dello sci alpino conquistò le prime vittorie in Coppa del Mondo e nel giro di poco tempo i numerosi successi ottenuti della squadra italiana le valsero il nome di Valanga azzurra: gli atleti guidati da Cotelli e Peccedi conquistarono 48 vittorie in Coppa del Mondo, 5 coppe di cristallo generali e 6 di specialità (con Gustav Thöni e Piero Gros) e 12 medaglie tra Giochi olimpici e Campionati mondiali.

### Altre attività

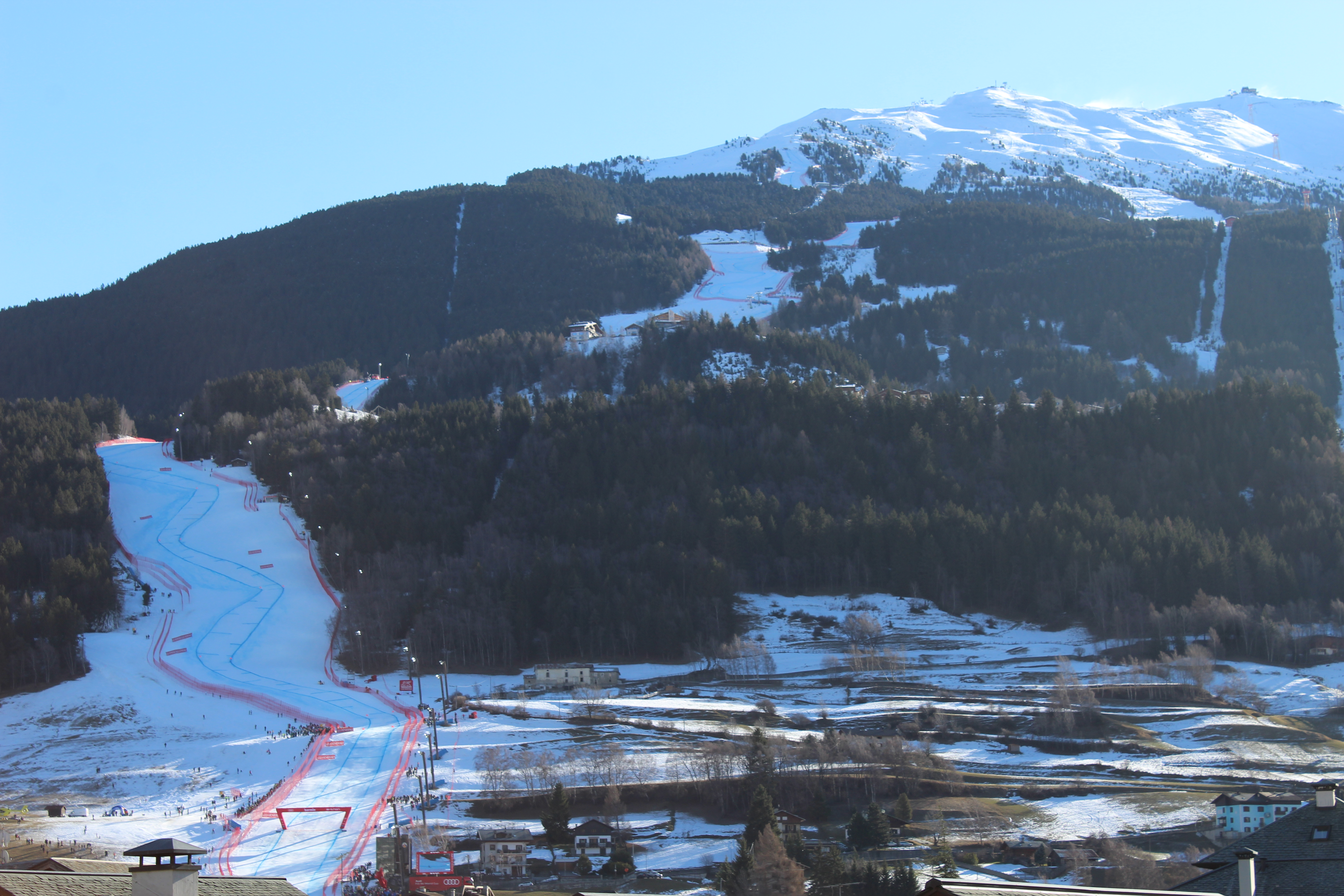
La pista Stelvio di Bormio

Peccedi progettò la pista Stelvio della natia Bormio per i Mondiali 1985 e fino al 2015 gareggiò nella categoria "Masters".